# 洛斯·穆尔
洛斯·李·穆尔（英語：Lowes Lee Moore，1957年5月5日—），美国NBA联盟前职业篮球运动员。他在1980年的NBA选秀中第3轮第52顺位被新泽西篮网选中。